# 贾作光
贾作光（1923年4月—2017年1月6日），男，满族，辽宁沈阳人，中国舞蹈表演艺术家、编导家、理论家、教育家，被誉为“东方舞神”、“中国民族舞蹈之父”。